# Chapokele
Chapokele, jedna od biviših bandi Atfalati Indijanaca, koji su u ranom 19. stoljeću živjeli oko 4 milje zapadno od nekadašnjeg jezera Wapato Lake u okrugu Yamhill u Oregonu. Kod Gatscheta (1877) Tcapókele.